# سندویکن
شهر سندویکن (به سوئدی: Sandviken) در بخش سندویکن در کشور سوئد واقع شده‌است. جمعیت این شهر ۱۴۶۰٫۴۴  نفر است. شرکت مهندسی مواد و ابزار سندویک در این شهر تأسیس شده‌است و تا سال ۲۰۱۲ دفتر اصلی این شرکت در این شهر قرار داشت.